# 북평면 (정선군)
북평면(北坪面)은 대한민국 강원특별자치도 정선군의 면이다. 면적은 140.94 km2, 인구는 2015년 12월 말 주민등록 기준으로 2,678 명이다.

## 개요
북평면은 정선군 서북쪽에 위치하고 있으며 행정구역상 대부분이 집단 부락으로 형성되어 있다. 남평리 일원의 친환경쌀, 장열리 토마토 재배단지와 숙암리 일대의 재래봉 보호지구 지정 등 농업을 위주로 한 전형적인 농촌지역이다. 특히 북평9경(북평구경) 중에서 높이 1,006m의 상정바위산과 상정바위 정상에서 조양강이 휘돌아 나가는 덕송리 산세에서 우리나라의 한반도 형상, 나전2리 백석봉 입구에 인공폭포인 백석폭포를 비롯해 항골 소망의 탑과 난향로원 등 이색적인 관광지와, 숙암리 《별천지박물관》 나전리 《인형의 집》 등 다양한 관광자원을 갖추고 있는 고장이다.
이 지역은 과거 동해시의 전신이었던 북평읍(北坪邑)과는 이름은 동일하지만 전혀 관계가 없다.

## 행정 구역
- 북평리(北坪里)
- 남평리(南坪里)
- 장열리(長悅里)
- 문곡리(文谷里)
- 나전리(羅田里)
- 숙암리(宿岩里)